# Chemin de fer de Kayes au Niger
 (novembre 2010).
Si vous disposez d'ouvrages ou d'articles de référence ou si vous connaissez des sites web de qualité traitant du thème abordé ici, merci de compléter l'article en donnant les références utiles à sa vérifiabilité et en les liant à la section « Notes et références ».
Le Chemin de fer de Kayes au Niger est une ligne de chemin de fer à voie métrique créée par l'administration coloniale française, dépendant depuis l'indépendance de la République du Mali. Elle constitue un élément de la ligne internationale reliant le Sénégal au Mali, entre Dakar et Bamako, dont l'exploitation est concédée depuis 2003 par les deux États à la société Transrail, dans le cadre d'une privatisation préconisée par les institutions financières internationales.

## La création de la ligne
Historiquement, le chemin de fer de Kayes au Niger est contemporain du Compagnie du chemin de fer de Dakar à Saint Louis (DSL). Il semble bien que les débats agitant alors les milieux politico-financiers de la métropole à propos de la nationalisation des chemins de fer se soient transposés en Afrique : si la construction et l'exploitation de la ligne de Dakar à Saint-Louis est confiée à une société privée, celle du Soudan restera entre les mains de l'État. La première campagne d'étude s'achève au kilomètre 209 le 29 mai 1880, les chambres approuvent rapidement le projet, et une loi du 26 février 1881 ouvre un premier crédit de 8 552 000 francs pour la réalisation d'un chemin de fer de Kayes au Niger. Le 11 mars 1881, le gouverneur général autorise à son tour l'ouverture des travaux d'infrastructure de la section comprise entre Sabouaré et Médine.

### Le long chemin deBafoulabé

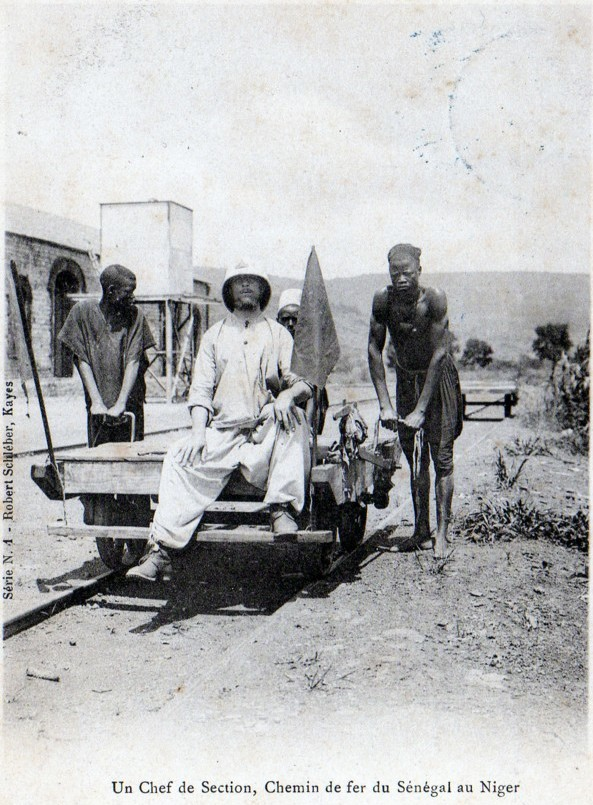
Image classique de la construction...

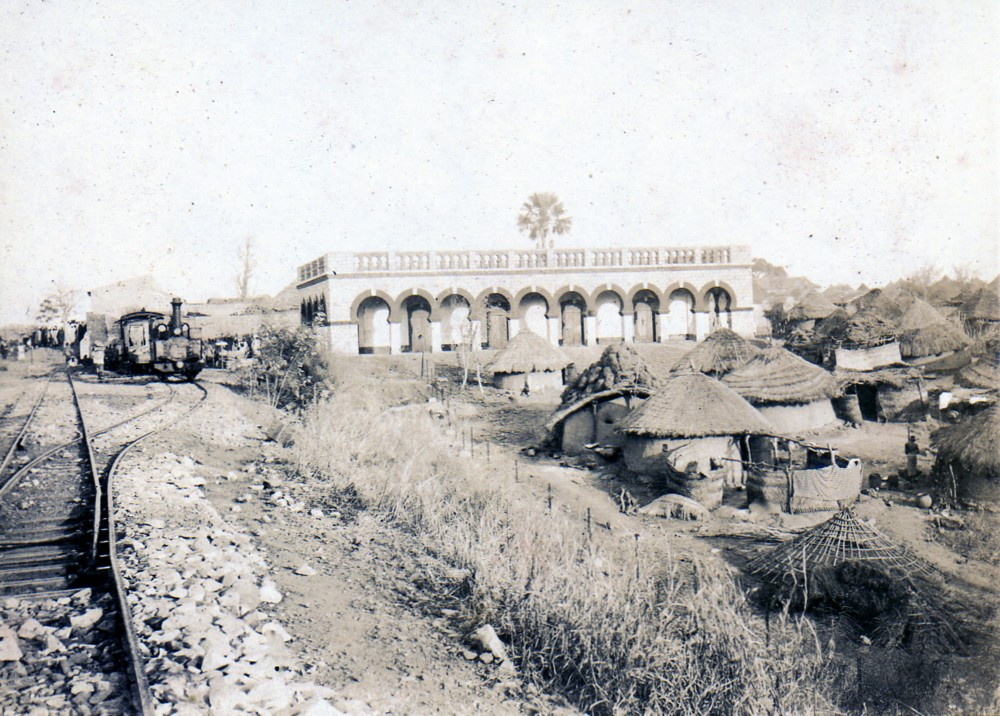
La gare d'origine de Médine en 1895

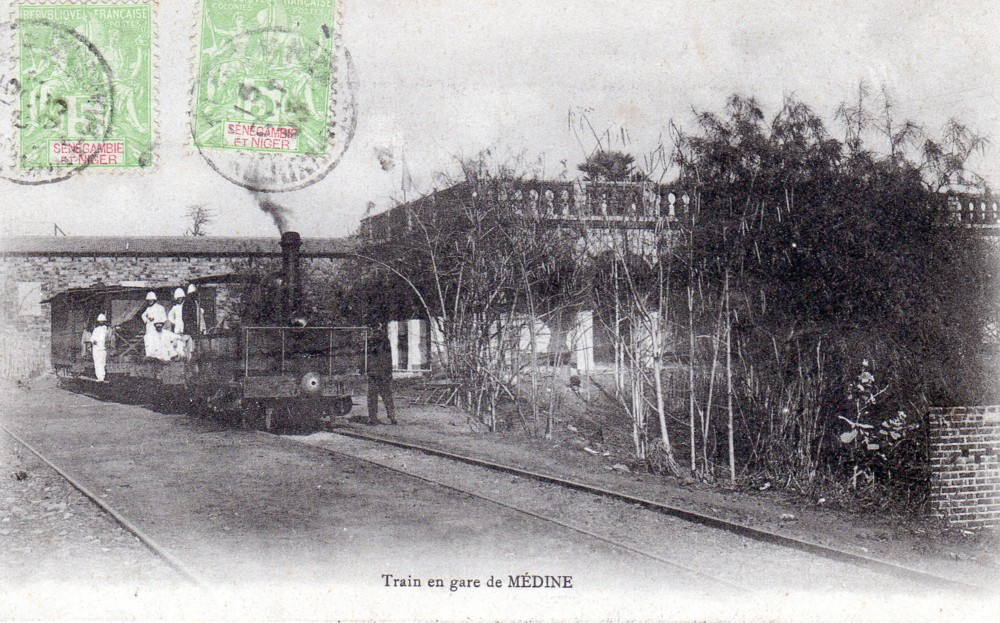
La gare de Médine vers 1904

Pour les besoins de la construction, le chemin de fer est divisé en trois sections :
- La première section de Kayes à Dinguira est la plus difficile, car il faut traverser les cols de Forti et des Bucherons avant d'accéder au plateau de Félou. Il faut au moins deux équipes de mineurs pour faire sauter les roches et préparer la plate-forme, chaque équipe étant constituée de 8 Européens et de 200 « Marocains ».
- De Dinguira à Gouïna (40 kilomètres)
- De Gouïna à Bafoulabé (50 kilomètres)

Les travaux sont organisés de façon apparemment méthodique et placés sous la responsabilité d’un ingénieur en chef résidant à Kayes. Il a sous sa responsabilité trois ingénieurs d'arrondissement (ayant chacun la responsabilité d'une section), quatre conducteurs de 1re classe, et six conducteurs de 2e classe. Concernant les ouvriers, on doit théoriquement toujours employer des gens du pays « en se donnant un peu de mal pour les former ». Si l'organisation est parfaite sur le papier, il en va différemment dans les faits. Presque tous les ouvriers sont recrutés à l'extérieur. Au début, on trouve principalement des « Marocains »… qui comptent un nombre respectable d'Algériens dans leurs rangs ! Ces derniers se montrent dès le début « supérieurs à leurs camarades ». Parlant généralement le français, beaucoup sont employés comme surveillants, postes où ils rendent « de grands services ».
Sur les autres sections, le conducteur des ponts et chaussées nommé directeur des travaux se plaint amèrement des gens du Logo employés à la tâche et du pays en général : « Des efforts ont été faits pour les employer à la tâche; ils y ont opposé l'inertie de leur indolence, leur esprit d'indiscipline et d'insubordination que rien n'a pu vaincre. Aussi, à l'avenir, serait-il utile de leur adjoindre quelques terrassiers de Saint-Louis qui leur montreraient la manière de se servir utilement des outils, et dont l'application bien connue au travail serait un salutaire enseignement… La région ne présente pas les ressources nécessaires en main-d’œuvre… Si les conditions climatiques de la région où nous nous trouvons ont été favorables à nos travailleurs qui, tous enfants du pays, n'ont rien eu à redouter des rigueurs de la température ni des exhalaisons malsaines d'un sol couvert de détritus fétides, du moins les mouches et les abeilles, les hôtes familiers de ces solitudes broussailleuses ne les ont pas épargnés de leurs piqûres ni de leur importunité incessante. Comme les sauterelles d’Égypte, on peut dire que les abeilles sont la plaie de cette région comme les mouches sont, en général, la plaie du haut-fleuve. »
Quelques mesures sont prises afin de résoudre, partiellement, le problème des travailleurs. Dans une dépêche du 17 août 1881, le ministre des colonies annonce son intention de recruter en Sierra Leone 400 Kroumens pour le service des travaux du Haut Sénégal. Le contrat ayant été signé avec une sorte de négrier local, la maison Verminck de Rufisque, le gouverneur général repousse l'offre et n'accepte que 200 des travailleurs prévus.
Au 30 août 1881, 202 ouvriers et 3 femmes sont définitivement engagés. En décembre, le navire Foulah amène d'Oran un lieutenant de Spahis, deux vétérinaires, 5 sous-officiers, 33 militaires, 179 ouvriers chinois, et 389 ânes d'Afrique. La traversée s'est déroulée sans trop de problèmes, puisqu'un seul décès est à déplorer.
Le 6 janvier 1882, le Foulah mouille à nouveau en rade de Rufisque, avec 200 Kroumens à bord.
Mais il aurait fallu 2000 à 3000 manœuvres, et le nombre de travailleurs sera toujours insuffisant. Le 15 janvier 1882, l'ingénieur Arnaudeau écrit de Kayes : « Je n'hésite pas à déclarer qu'il faut être assez politique pour les trouver dans le pays. Ce sont des enfants incapables de se rendre compte des mois, des jours, et de ce qui leur est dû. De là des impatiences pour attendre la paie d'un mois, des départs subits, des allées, des retours. Il faut les laisser libres. Peu à peu, ils se plieront à notre discipline, devrait-on pour les retenir chercher à leur créer quelque distraction, quelque spectacle. » À son tour frappé par la malédiction qui semble suivre ce chemin de fer, Arnaudeau repart pour la métropole, très malade, le 23 mars 1882. Ses successeurs connaissent les mêmes problèmes, ainsi qu'en témoigne une lettre du 3 mai : « J'ai l'honneur de vous renvoyer six ouvriers chinois, maçons bons à rien, et Trian Kié, menuisier frappé d'accidents syphilitiques tertiaires. Je demande que ces non-valeurs qui n'auraient jamais dû être envoyés au Sénégal soient rapatriés le plus tôt possible. » Le personnel européen pose autant de problèmes, comme le consigne un rapport de novembre 1882 : « Les 15 chefs ouvriers européens arrivés à Kayes quelques jours après moi sont tous tombés malades et l'un d'eux, Bertrand, charpentier, est mort le 22 novembre. En outre Cartel, conducteur qui buvait trop, est mort le 23. » Les responsables de la colonie ne tardent pas à avoir un véritable problème avec l'encadrement européen « qui donne l'exemple de la paresse et de l'ivrognerie ».
À la fin de 1882, l'organisation est loin d'être complète. On peut compter sur 49 Européens, 35 Chinois, 37 indigènes, et 456 « Marocains » (mais en mars 1883, le nombre de décès chez ces derniers s'élevait déjà à 72). Quant à l'état de santé de la direction, il est qualifié de « passable ».

### La paralysie des travaux
Les travaux ne commencent véritablement qu'en décembre 1882. La pose de la voie principale débute le 5. « La locomotive a marché pour la première fois le 19 décembre, au grand étonnement des indigènes. Hier, nous avons fait le premier train de rails et de traverses. 2 400 mètres de voie ont été posés. » Mais le matériel disponible (une locomotive, 36 wagonnets, 5 plats et 8 couverts) se révèle vite inadapté à ce premier chantier. Il faut recourir à la voie de 50 Decauville, les plats d'origine étant pour l'occasion reconvertis en wagons de terrassement. Cette « transformation » montre vite ses limites. L'année suivante, Decauville fournit 18 wagonnets type 9, et 10 du type 29.
Les travaux sont suspendus fin mai 1883, à l'exception de la pose de la voie qui atteint alors le PK 16,8. En juin, lorsque le kilomètre 17 est atteint, tout le monde repart à Kayes. Les ouvriers ont beaucoup souffert, principalement les marocains.
Un problème résolument stupide est à l'origine de cette interruption des travaux. Un conflit éclate entre le directeur Jacquier et le sous-directeur des travaux Razy, qui ne tarde pas à donner sa démission. À l'origine de ces dissensions, quelques ragots colportés par des officiers ayant effectué la traversée en bateau avec Razy, prétendant que ce dernier aurait accusé Jacquier de vouloir se ranger aux côtés de l'Italie en cas de conflit entre ce pays et la France. Cette affirmation provoque un tollé dans la colonie, l'arrêt des travaux, un procès en diffamation retentissant, et les interventions personnelles des ministres des colonies, des travaux publics, mais aussi du conseil d'État.
À l'issue de ce conflit, les travaux ne reprennent que très timidement. En 1884, seuls 53 kilomètres ont été construits, et l'affaire a déjà englouti la somme de 13 741 471 francs. Le parlement s'en émeut, et charge une commission d'enquête d'examiner la question. Si celle-ci reconnaît que le recrutement pose problème et que la guerre rend les travaux difficiles, elle note aussi que le matériel est systématiquement envoyé à la mauvaise période (celle des crues) et doit être déposé avant Kayes, « éparpillé » sur les deux rives en attendant qu'on vienne le chercher. Surtout, ce chemin de fer est construit en dépit du bon sens : les pentes atteignent 5 ou 6 centimètres par mètre (!), les courbes sont « raides et irrégulières », les traverses insuffisantes en nombre et en dimensions, la plupart des ponts mal construits, l'écoulement des eaux mal ou pas assuré, et le ballast inexistant. « Déçu », le parlement décide en 1884 de ne plus inscrire au budget que les sommes nécessaires à l'entretien et à l'exploitation de la partie déjà construite.

### Les militaires reprennent l’affaire en main et inaugurent la ligne

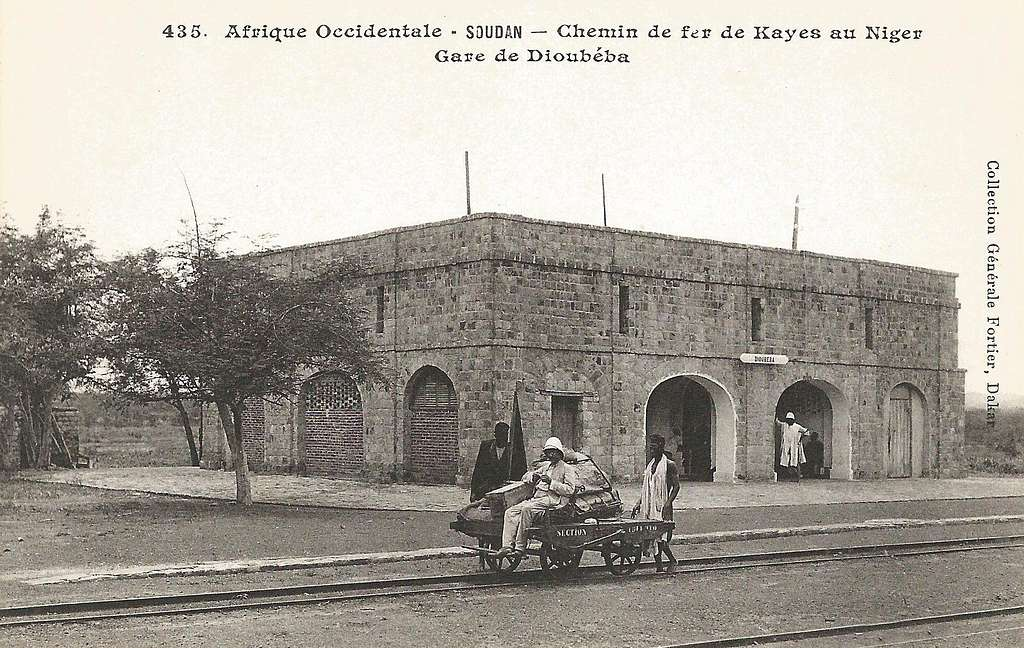
La gare de Dioubéba vers 1888.

Les choses changent à partir de 1888, date à laquelle l'artillerie de marine prend la direction du chemin de fer. Les militaires commencent aussitôt à opérer diverses rectifications et à augmenter le nombre de traverses dont un grand nombre a pourri. On s'aperçoit que beaucoup de choses sont à refaire : « Sur certaines parties, il y avait des rampes tellement raides que les locomotives n'arrivaient qu'avec de grandes difficultés à remorquer des plateformes chargées de 4 tonnes. » Sentant un peu plus de sérieux dans l'entreprise, le gouverneur général s'enhardit et écrit le 31 mars 1889 : « J'ai l'intention ferme de faire l'inauguration officielle du chemin de fer de Kayes jusqu'à Bafoulabé avant la fin de la campagne, et d'inviter deux commerçants de Kayes et de Médine à la cérémonie. »
Les ateliers sont enfin organisés de façon rationnelle. La plupart des machines sont fournies par l'artillerie, et le reste commandé en France. En 1892, le 5e régiment du génie se substitue à la marine. Lorsque le commandant Joffre prend le service en main, le 1er décembre 1893, l'exploitation est une fois de plus arrêtée… car aucune machine n'est plus en état de fonctionner ! Or les dates d'inauguration ont été fixées par arrêtés des 21 et 22 décembre, et il faut faire vite. Seule la Gouïna peut être réparée à temps pour remorquer les premiers convois d'inauguration, le 1er janvier 1894. Comme c'est la seule machine disponible, le service est limité à un aller-retour Kayes-Bafoulabé… tous les trois jours ! La mise en service d'une nouvelle locomotive neuve, à la fin de l'année, autorise des horaires plus « convenables ».
L'embranchement Kayes-Médine, depuis longtemps abandonné, doit subir une cure de jouvence. Toute la voie est remise en état, et un service régulier, comprenant deux trains quotidiens, débute le 1er mars 1894.

### L’achèvement de la ligne
Les militaires tournent la rupture de charge de Bafoulabé en installant un chemin de fer de campagne Decauville en voie de 60 de Bafoulabé (rive droite) à Dimbiba, les transbordements entre les deux rives du Bafing s'effectuant par chalands. Cette petite ligne parvient à écouler toutes les marchandises amenées par la voie métrique, mais au prix de dépenses très élevées, principalement dues à la fragilité du matériel utilisé. À l'origine, il est prévu de déposer la voie de 60 dès que la localité de Dioubiba sera atteinte, et de la remonter en un point du fleuve situé en aval du barrage de Tambohéré. Mais en août 1895, la voie de 60 est encore en service sur les 22 kilomètres séparant Kalé de Dimbiba.
La première année d'exploitation est difficile : seules les stations de Kayes, Médine, Bafoulabé, Dioubéba donnent de bons résultats. Les autres ont des recettes « insignifiantes ».
L'avant-projet des dernières sections, de Bafoulabé à Kita et de Kita à Bamako, est dressé par Marnier et Joffre et approuvé par le comité des travaux publics aux colonies dans ses séances des 1er juillet 1892 et 18 octobre 1893. Une fois de retour, la mission d'exploration se transforme en service de direction du chemin de fer, dont Joffre prend la tête.

Pour prolonger la voie au-delà de Bafoulabé, il faut d'abord construire un pont à Mahina. Le projet retenu est finalement celui proposé par la Société de construction de Levallois-Perret, anciennement Société Eiffel : d'une portée de 400 mètres, l'ouvrage sera constitué de 16 travées de 25 mètres posées sur des piliers maçonnés de 7 mètres de haut, avec un tablier de 4,20 m. de large. La Société Eiffel, chargée de fournir toute la charpente métallique, le tablier, et l'outillage, commence les travaux le 8 mai 1895.
Le pont de Mahina est terminé en août 1895, ce qui permet de pousser la voie jusqu'à Kalé. Dès cette époque, les travaux d'amélioration de la ligne entre Kayes et Bafoulabé sont assez avancés pour permettre la circulation régulière des locomotives type Kayes ou Bonnier.
L'ouverture d'une carrière au Fouti, début 1897, et sa liaison à la voie principale permet d'augmenter le ballastage dans des proportions considérables. Mais en novembre et décembre 1897, une épidémie de fièvre jaune provoque l'arrêt des travaux. Seule une petite équipe est conservée pour l'entretien de la voie entre Tuninville et Bermassou. Les équipes militaires fondent à vue d'œil, l'effectif moyen d'une demi compagnie du génie tombant à 43 hommes.
À la demande du parlement, toujours très inquiet, l'inspecteur de 1re classe des colonies Charles Hoarau-Desruisseaux se rend au Soudan. Demandant l'accélération des travaux, il se montre volontiers alarmiste : « Que l'on songe que les Anglais attaquent actuellement par trois lignes de chemin de fer partant de Lagos, de Gold Coast, et de Sierra Leone les territoires compris dans la boucle du Niger. Si nous nous laissons devancer ici comme nous l'avons été au Congo, nos adversaires dériveront vers eux tout le courant commercial et comme on l'a dit, nous laisseront pour tout butin la satisfaction d'administrer des pays dont ils seraient les seuls à tirer profit. »
Durant cette période, les militaires ne restent pourtant pas inactifs. À partir de 1898, ils commencent la substitution systématique de traverses métalliques aux traverses en bois, « mesure indispensable dans ce pays infesté de termites ». Surtout, afin de fournir du trafic à « leur » ligne, les militaires n'hésitent pas à créer de toutes pièces une industrie locale liée au chemin de fer. De nombreuses briqueteries et chaufourneries s'égrainent déjà le long de la ligne.

## L'exploitation

### La Régie des chemins de fer de l'Afrique de l'Ouest

#### Le matériel roulant
- Les locomotives à vapeur

| Type  | N° CFKN            | N° RDN        | Constructeur      | Type usine | N° usine    | Année | Poids | Notes |
| 030 T | Felou              | 12001         | Ateliers de Passy |            | 115         | 1882  |       |       |
| 030 T | Mafou              |               | Ateliers de Passy |            | 116         | 1882  |       |       |
| 030 T | Gouïna             |               | Ateliers de Passy |            | 117         | 1884  |       |       |
| 030 T | Kipps              | 12000         | Ateliers de Passy |            | 118         | 1884  |       |       |
| 030 T | Marchi, Pol Hol    | 12002 à 12003 | Cail              | 65 bis     | 2350 à 2351 | 1891  |       |       |
| 031 T | Colonel Bonnier    |               | Decauville        |            | 211         | 1895  |       |       |
| 030 T | Kayes              | 20000         | Weidknecht        |            | ?           | 1892  |       |       |
| 030 T | Huvenoit           | 20001         | Weidknecht        |            | ?           | 1896  |       |       |
| 030 T | Pélabon, Hugo      | 20002 à 20003 | Weidknecht        |            | ?           | 1897  |       |       |
| 030 T | Wohl, Cazemajou    | 20004 à 20005 | Weidknecht        |            | ?           | 1898  |       |       |
| 030 T | Bérar, De Chévigné | 20006 à 20007 | Weidknecht        |            | ?           | 1899  |       |       |

- Automotrices à vapeur

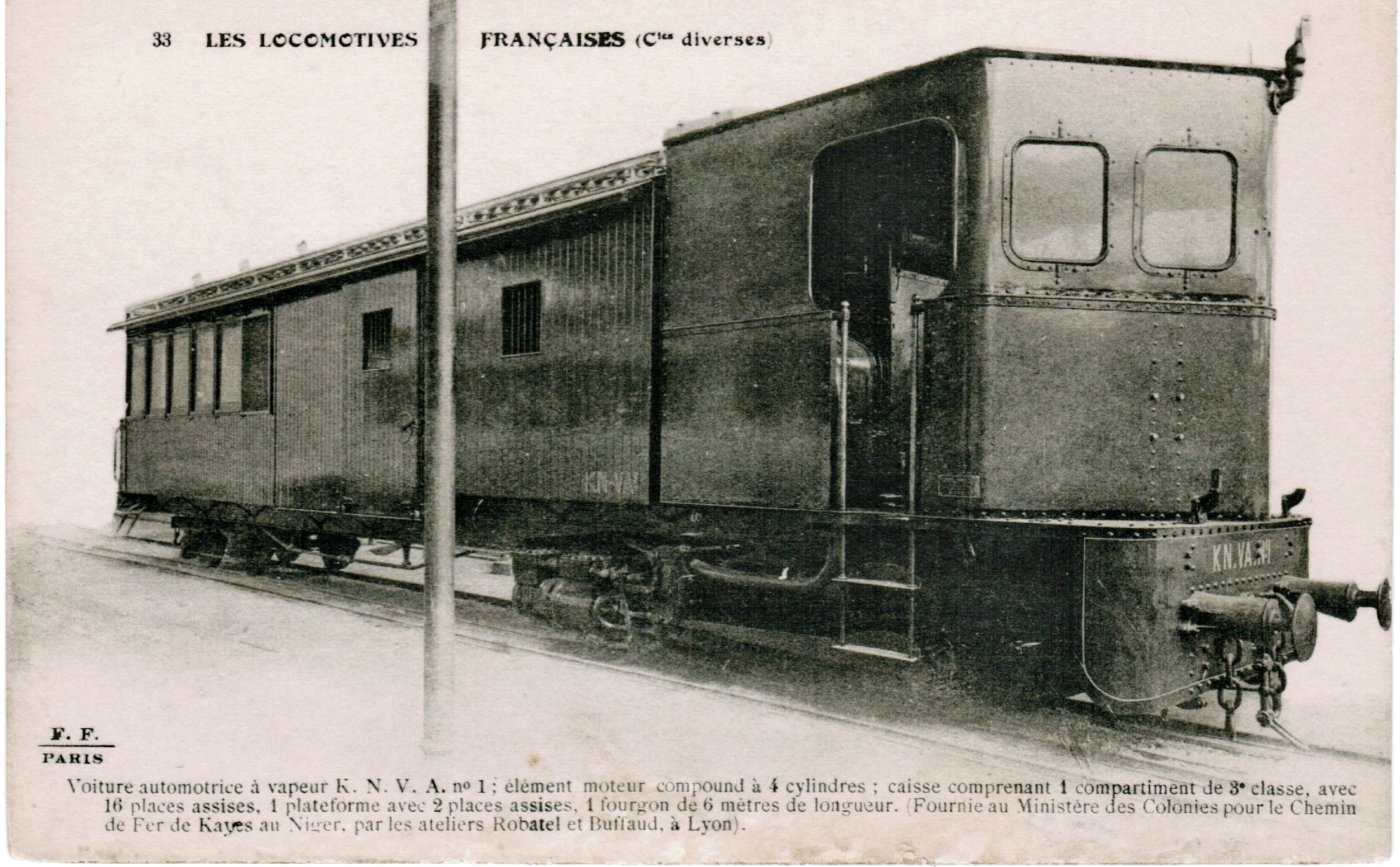
Automotrice à vapeur comprenant un fourgon et un compartiment à voyageurs, construit par Buffaud & Robatel pour l'administration militaire exploitant le chemin de fer de Kayes au Niger, sous le nom de KNVA[1].
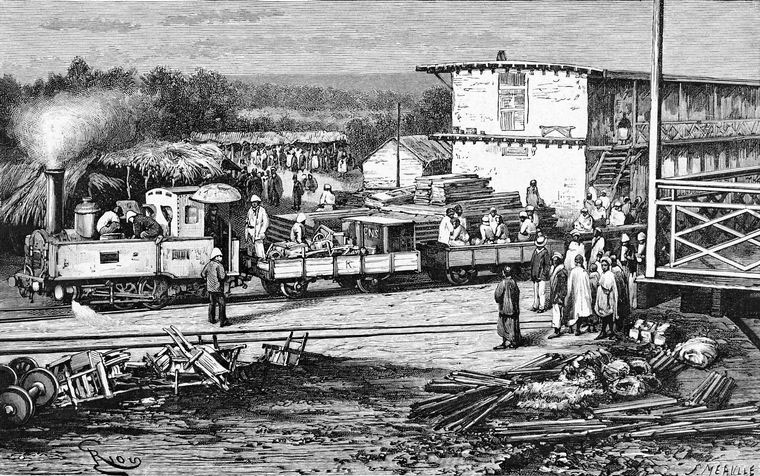
Chemin de fer de Khayes à Bafoulabé 1889

### Transrail
La ligne Dakar-Bamako, comprenant le Chemin de fer de Kayes au Niger, est exploitée dans le cadre d'une concession de vingt-cinq ans confiée par les États du Sénégal et du Mali à la société Transrail en 2003.
La section Bamako-Kita-Kayes a trois départs de trains de voyageurs par semaine, qui s'ajoutent au trafic de fret.